# Parathelypteris cystopteroides
Parathelypteris cystopteroides là một loài thực vật có mạch trong họ Thelypteridaceae. Loài này được (D.C. Eaton) Ching mô tả khoa học đầu tiên năm 1963.